# Phallus von Schelklingen

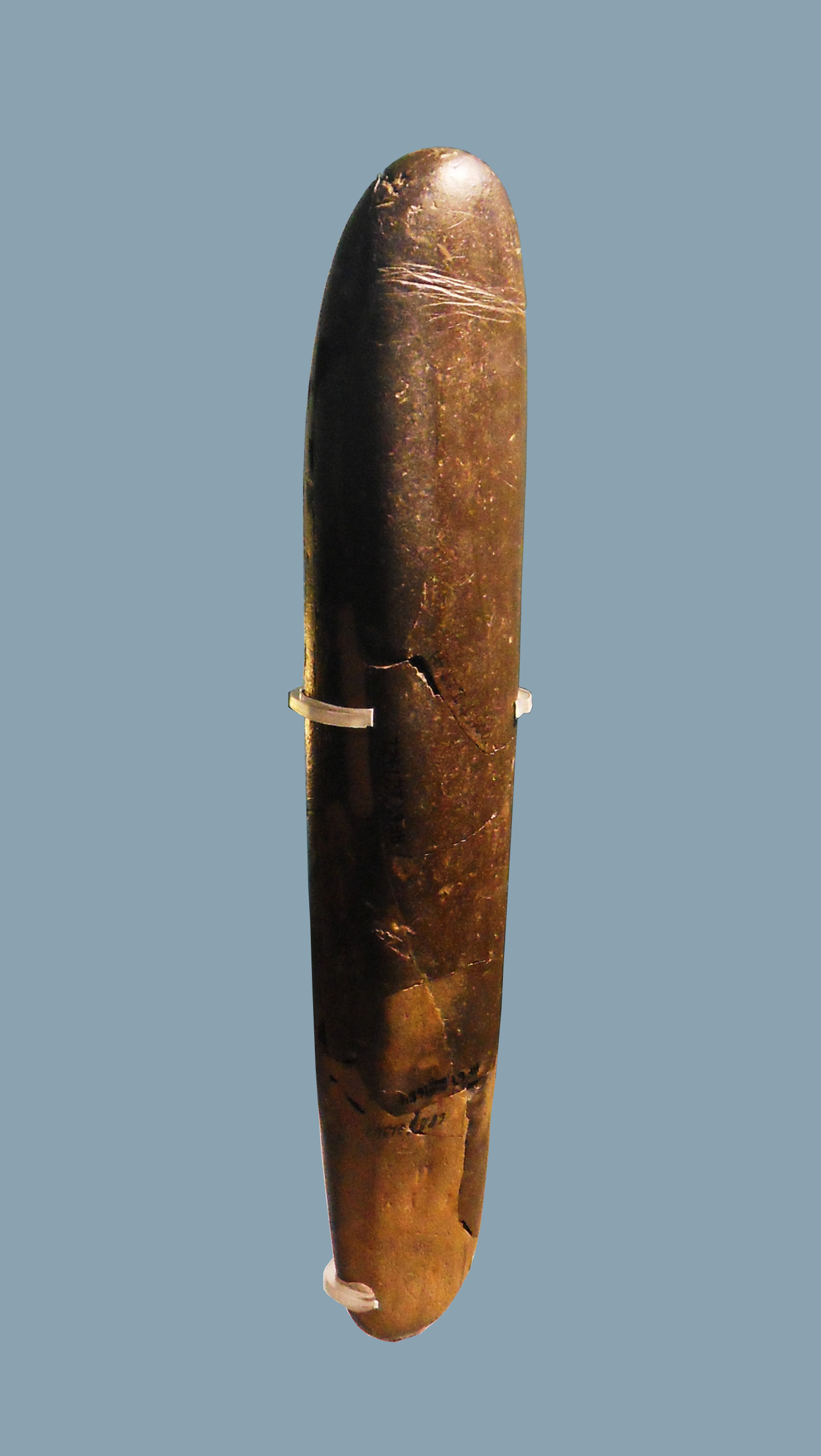
Phallus von Schelklingen

Der Phallus von Schelklingen wurde 2004 in der Höhle Hohle Fels bei Schelklingen im Alb-Donau-Kreis in Baden-Württemberg gefunden. Der etwa 28.000 Jahre alte Phallus aus einer Gravettienschicht der Eiszeit ist aus anthrazitfarbenem Siltstein. Er ist 19,2 Zentimeter lang, 3,6 Zentimeter breit, 2,8 Zentimeter dick und 287 Gramm schwer.
Das aus 14 Bruchstücken rekonstruierte Steinartefakt weist Narbenfelder und Kratzer auf, die belegen sollen, dass es auch als Schlagstein verwendet wurde. Es stammt aus einer stratigraphisch abgrenzbaren Schicht, die über 10.000 Feuersteinartefakte, zahlreiche organische Artefakte und eine ungewöhnlich große Menge an Knochenkohlen und Knochenaschen lieferte. Das phallusförmige Schlaginstrument liefert Informationen zu männlichen Sexualdarstellungen im Gravettien, einer Periode, die bislang vor allem für ihre Venusfigurinen und Tier- und Chimärendarstellungen bekannt ist.